# Leândro Rossi
Leândro Rossi Pereira (ur. 26 listopada 1988 w São Paulo), szerzej znany jako Leândro – brazylijski i polski piłkarz, grający na pozycji napastnika, od 2012 w polskim klubie Radomiak Radom.
Piłkę nożną zaczął trenować w Brazylii, a w 2011 przeniósł się do Polski. W latach 2012–2021 z drużyną Radomiaka awansował z III ligi do Ekstraklasy, 6 razy kończył sezon jako najlepszy strzelec zespołu i 2-krotnie został królem strzelców II ligi. Przeszedł do historii jako najskuteczniejszy piłkarz klubu po 1945, zdobywając ponad 100 bramek.

## Kariera

### Wczesna kariera
Regularne treningi zaczął dopiero, mając 15 lat. W 2007 po raz pierwszy przyjechał do Polski, gdzie podpisał kontrakt z rezerwami Pogoni Szczecin budowanej przez Antoniego Ptaka. Wystąpił w kilku sparingach z zagranicznymi drużynami, ale potem wrócił do ojczyzny. Podpisana umowa z polskim klubem uniemożliwiała mu jednak grę na ponad dwa lata. Do Polski wrócił przed rundą wiosenną sezonu 2010/2011, kiedy otrzymał zaproszenie od trenera IV-ligowej Zawiszy Rzgów. Wiosną 2011 z nowym klubem awansował do III ligi.

### Radomiak Radom
Przed rundą wiosenną sezonu 2011/2012 przeszedł do III-ligowego Radomiaka. W zadebiutował w nim 25 marca 2012 w meczu z Mazurem Karczew i już w 10 minucie wpisał się na listę strzelców.
W Ekstraklasie Leândro Rossi Pereira zadebiutował w 1. kolejce, w której Radomiak zremisował 0:0 z Lechem Poznań. Na boisku pojawił się w 35. minucie, zmieniając kontuzjowanego Luísa Machado. W 5. kolejce był bliski strzelenia swojej pierwszej bramki, ale w 56. minucie meczu przeciwko Warcie Poznań nie wykorzystał rzutu karnego. Na pierwszego gola w Ekstraklasie musiał poczekać do 7 serii spotkań, w której strzałem zza pola karnego w 90 minucie pokonał bramkarza Pogoni Szczecin, dając Radomiakowi remis (1:1). Znalazł się też w zestawieniu „jedenastki kolejki”.

## Sukcesy

### Radomiak Radom
- Mistrzostwo Fortuna 1 Liga: 2020/2021
- Mistrzostwo II ligi: 2018/2019
- Mistrzostwo III ligi: 2011/2012 (gr. VI), 2014/2015 (gr. VI)

### Indywidualne
- Król strzelców II ligi (2): 2017/2018 (19 goli)[9], 2018/2019 (16 goli)[10]
- Wicekról strzelców II ligi: 2015/2016 (14 goli)[11], 2016/2017 (15 goli)[12]

### Rekordy
- Najlepszy strzelec w historii Radomiaka po 1945 roku[13]: 118 bramek (stan: 23 maja 2024)[14]

### Wyróżnienia
- Najlepszy piłkarz II ligi – 2016 rok – w plebiscycie PZP „Piłkarze wybierają”[15]
- Najlepszy piłkarz II ligi – 2017 rok – w plebiscycie PZP „Piłkarze wybierają”[16]
- Najlepszy piłkarz II ligi w sezonie 2018/2019 w plebiscycie PZP „Piłkarze wybierają”[17]
- Nominacja do tytułu „Pierwszoligowiec Roku 2020” w plebiscycie „Piłki Nożnej”

### Inne
- Najpopularniejszy Sportowiec Ziemi Radomskiej 2018 roku w plebiscycie „Echa Dnia”[18]

## Statystyki
Stan na 23 maja 2024.
| Klub               | Sezon              | Liga               | Liga  | Liga | Puchar | Puchar | Suma  | Suma | Suma |
| Klub               | Sezon              | Poziom             | Mecze | Gole | Mecze  | Gole   | Mecze | Gole |      |
| ------------------ | ------------------ | ------------------ | ----- | ---- | ------ | ------ | ----- | ---- | ---- |
| Zawisza Rzgów      | 2010/2011          | IV liga            | bdb.  | bdb. | bdb.   | bdb.   | bdb.  | bdb. |      |
| Zawisza Rzgów      | 2011/2012          | III liga           | 15    | 3    | 0      | 0      | 15    | 3    |      |
| Zawisza Rzgów      | Łącznie            | Łącznie            | 15    | 3    | 0      | 0      | 15    | 3    |      |
| Radomiak Radom     | 2011/2012          | III liga           | 11    | 7    | 0      | 0      | 11    | 7    |      |
| Radomiak Radom     | 2012/2013          | II liga            | 27    | 7    | 0      | 0      | 27    | 7    |      |
| Radomiak Radom     | 2013/2014          | II liga            | 31    | 9    | 0      | 0      | 31    | 9    |      |
| Radomiak Radom     | 2014/2015          | III liga           | 31    | 8    | 3      | 0      | 34    | 8    |      |
| Radomiak Radom     | 2015/2016          | II liga            | 26    | 14   | 0      | 0      | 26    | 14   |      |
| Radomiak Radom     | 2016/2017          | II liga            | 26    | 15   | 2      | 1      | 28    | 16   |      |
| Radomiak Radom     | 2017/2018          | II liga            | 29    | 19   | 2      | 1      | 31    | 20   |      |
| Radomiak Radom     | 2018/2019          | II liga            | 33    | 16   | 0      | 0      | 33    | 16   |      |
| Radomiak Radom     | 2019/2020          | I liga             | 27    | 6    | 0      | 0      | 27    | 6    |      |
| Radomiak Radom     | 2020/2021          | I liga             | 32    | 8    | 2      | 3      | 34    | 11   |      |
| Radomiak Radom     | 2021/2022          | Ekstraklasa        | 33    | 4    | 0      | 0      | 33    | 4    |      |
| Radomiak Radom     | 2022/2023          | Ekstraklasa        | 15    | 0    | 2      | 0      | 17    | 0    |      |
| Radomiak Radom     | 2023/2024          | Ekstraklasa        | 20    | 0    | 1      | 0      | 21    | 0    |      |
| Radomiak Radom     | Łącznie            | Łącznie            | 341   | 113  | 12     | 5      | 353   | 118  |      |
| Łącznie w karierze | Łącznie w karierze | Łącznie w karierze | 356   | 116  | 12     | 5      | 368   | 121  |      |

## Życie prywatne
Urodził się w brazylijskiej rodzinie Edvaldo i Roseneide. Ma brata, Huberto. 28 czerwca 2021 otrzymał obywatelstwo polskie.